# Tropa de Elite 2 - Il nemico è un altro
Tropa de Elite 2 - Il nemico è un altro (Tropa de Elite 2 - O Inimigo Agora É Outro) è un film del 2010 diretto da José Padilha, che racconta la storia di alcuni membri del BOPE, il celebre battaglione per le operazioni speciali della Polizia Militare dello stato di Rio de Janeiro.
Il film è il seguito di Tropa de Elite - Gli squadroni della morte del 2007, diretto dallo stesso regista. Al contrario del primo film, che muoveva una critica contro gli spacciatori e i consumatori di droga, questo seguito attacca invece duramente la classe politica e le forze di polizia, additate come i principali responsabili dei problemi del paese.

## Trama
Una quindicina di anni dopo i fatti raccontati nel primo film, Tropa de Elite, il capitano Roberto Nascimento è stato promosso colonnello e adesso è il nuovo comandante del BOPE, mentre il fido Mathias ha preso il suo posto come capitano "operativo". Ma sul piano personale le cose non vanno troppo bene: la moglie infatti lo ha lasciato in disaccordo con la sua visione "autoritaristica" della società e si è rifatta una vita con Diogo Fraga, un politico con spiccate tendenze social-comuniste (opposte a quelle di Nascimento), e anche il figlio non sembra troppo attaccato al padre.
Scoppiata una sanguinosa rivolta al carcere di Bangu I il BOPE viene chiamato a intervenire, ma l'operazione viene ostacolata da rinvii e mancate autorizzazioni, dato che i politici hanno paura delle ripercussioni sull'opinione pubblica di una eventuale strage. Come mediatore viene coinvolto anche Fraga, che si fa paladino e mediatore dei detenuti. Mentre Nascimento sembra trovarsi di fronte ad un'impasse, Mathias decide autonomamente di intervenire. causando un bagno di sangue e consentendo a Fraga di sfruttare l'accaduto per denunciare pubblicamente i metodi repressivi del BOPE. A questo punto i vertici politici decidono di esonerare Nascimento attraverso una promozione a capo della sicurezza (dato che il suo comportamento è approvato da una parte della popolazione), mentre Mathias viene espulso dal BOPE e torna alla polizia ordinaria, malgrado gli sforzi di Nascimento per farlo reintegrare.
Ormai senza una famiglia e una vita privata, Nascimento si concentra sulla lotta alla droga, credendo che eliminare lo spaccio porti anche a eliminare il flusso di soldi e la corruzione tra criminalità e polizia. Tuttavia così non è, e la polizia pianifica di eliminare la criminalità spicciola per prendere direttamente il suo posto tramite la costituzione di "milizie", in modo da sfruttare altre forme di estorsione e controllare i voti delle favelas, costruendo quindi dei legami privilegiati anche con gli uomini politici. Dopo un assalto dei corpi della polizia a un deposito di armi, la colpa viene data ai narcotrafficanti di una favela, e il BOPE viene ingaggiato per assaltare la favela e recuperare le armi che si crede siano custodite lì, benché Nascimento sia sospettoso sulle prove esibite ed esprima a gran voce la sua contrarietà all'operazione. I corrotti a questo punto decidono di sfruttare Mathias promettendo il suo reintegro nel BOPE in cambio della sua partecipazione all'operazione.
L'assalto viene lanciato e i criminali delle favelas eliminati, ma non vi è traccia delle armi. Mathias a questo punto capisce che qualcosa non va, ma viene ucciso dal maggiore Rocha, il capo dei corrotti. Al funerale di Mathias Nascimento comunica a Rocha e Fabio che ha deciso di investigare personalmente la morte dell'amico, mettendo in agitazione i due che ne sono responsabili e che quindi decidono di eliminarlo. Nascimento inizia a far intercettare, in maniera peraltro abusiva e autonoma, anche Fraga (per scoprire cosa stia succedendo nella famiglia): proprio le intercettazioni porteranno ad avere le prove della collusione tra "milizie" e le attività criminali, grazie a una reporter che informa il politico di aver trovato dei legami tra le armi, la milizia e la politica, poco prima di venire scoperta da Rocha e dai suoi uomini, che la uccidono dopo averla violentata.
La situazione precipita; un primo attentato a Fraga fallisce, ma ferisce gravemente il figlio adolescente di Nascimento, che all'ospedale, dopo aver confortato la ex moglie, consegna l'intercettazione a Fraga ed esce dall'ospedale. Appena ripartito viene attaccato frontalmente da Rocha e dai suoi uomini, ma grazie all'aiuto del BOPE l'attentato fallisce. Fraga, che nel frattempo è stato eletto parlamentare, sfrutta il nastro per convocare una commissione parlamentare di inchiesta, suscitando un polverone tra i politici. Nascimento, ormai disilluso, depone alla commissione parlamentare, raccontando la sua vita al BOPE e smascherando la corruzione che avvolge la politica. Alcuni politici vengono condannati, diversi poliziotti corrotti vengono uccisi da colleghi, Rocha viene ucciso da Fabio,  ("il sistema si taglia la mano per salvare il braccio"), e la lotta contro la corruzione si sposta a livello federale.

## Riferimenti e camei
L'assalto a Bangu I richiama il massacro della prigione di Carandiru, che ebbe un forte impatto sull'opinione pubblica brasiliana (nel film un politico dice persino "non voglio un'altra Carandiru").
Rodrigo Pimentel (l'ufficiale del BOPE che ha collaborato al soggetto di Tropa de Elite - Gli squadroni della morte e di Tropa de Elite 2 - Il nemico è un altro) ha un breve cameo nel film: compare infatti come un avventore del ristorante (uomo con la camicia a righe) che si complimenta con Nascimento per la repressione della rivolta.

## Distribuzione
In Italia è stato distribuito in DVD tra la fine del 2011 e l'inizio del 2012.

## Versione italiana
La versione italiana in DVD ha un montaggio e un doppiaggio diversi dall'originale; questo altera il senso di diversi aspetti chiave. Diverse scene sono tagliate (es nella prigione di Bangu I) e sono stati rimossi molti "Voiceover" di Nascimento che tendono a spiegare la scena sotto il punto di vista del protagonista.
A titolo esemplificativo ecco alcune delle variazioni:
- è stata tagliata la scena ove si spiega che la rivolta a Bangu I inizia perché il capo del "Commando Vermelho" (Beirada) vuole eliminare i componenti delle cosche rivali lì detenuti (nella versione italiana sembra quindi che la rivolta sia contro il sistema carcerario invece che un regolamento di conti tra bande di narcotrafficanti).
- è stata tagliata la scena ove Beirada brucia vivo un avversario (nella versione italiana sembra quindi che Beirada sia un "rivoluzionario" e non uno spietato criminale capo di una cosca).
- quando Mathias interviene per sedare la rivolta, la scena si interrompe al momento dello sparo e riprende con Fraga che - con la maglia insanguinata - rilascia interviste contro la brutalità della polizia. È stata tagliata la sequenza intermedia, ove si vede che Beirada stava minacciando Fraga con una pistola, nonché il voiceover di Nascimento, che spiega che Fraga stava sfruttando opportunamente la maglietta insanguinata per scopi politici (nella versione italiana sembra quindi che le azioni di Mathias siano inopportune e ingiustificate, mentre il film vorrebbe presentare Fraga come un ingrato opportunista).
- sono stati eliminati i voiceover di Nascimento in alcune scene panoramiche ove egli parla delle proprie incertezze e dei propri tormenti familiari (nella versione italiana, quindi, si dà l'idea che Nascimento sia un robot privo di coscienza).

## Seguiti falsi
Per le strade di Rio sono usciti poco dopo i film Tropa de Elite 2, Tropa de Elite 3 e Tropa de Elite 4, spacciati per seguiti del film. In realtà Tropa de Elite 2 è il documentario Notícias de uma Guerra Particular del cineasta João Moreira Salles, Tropa de Elite 3 è soltanto una raccolta di video di operazioni in favelas, e Tropa de Elite 4 è il film Quase Dois Irmãos di Lúcia Murat.